# Granativora
Granativora är ett fågelsläkte i familjen fältsparvar inom ordningen tättingar. Det innehåller två arter som förekommer i Europa och västra Asien, de närbesläktade arterna svarthuvad sparv och stäppsparv. Vanligen inkluderas det i släktet Emberiza, men vissa taxonomiska auktoriteter har valt att lyfta ut dem i ett eget släkte efter DNA-studier som visar att de tillsammans med tofssparv (traditionellt i det egna släktet Melophus) utgör en egen klad, relativt avlägset övriga i släktet Emberiza. De flesta har dock istället valt att istället inkludera tofssparven i Emberiza.